# Dorfmuseum Mumpf

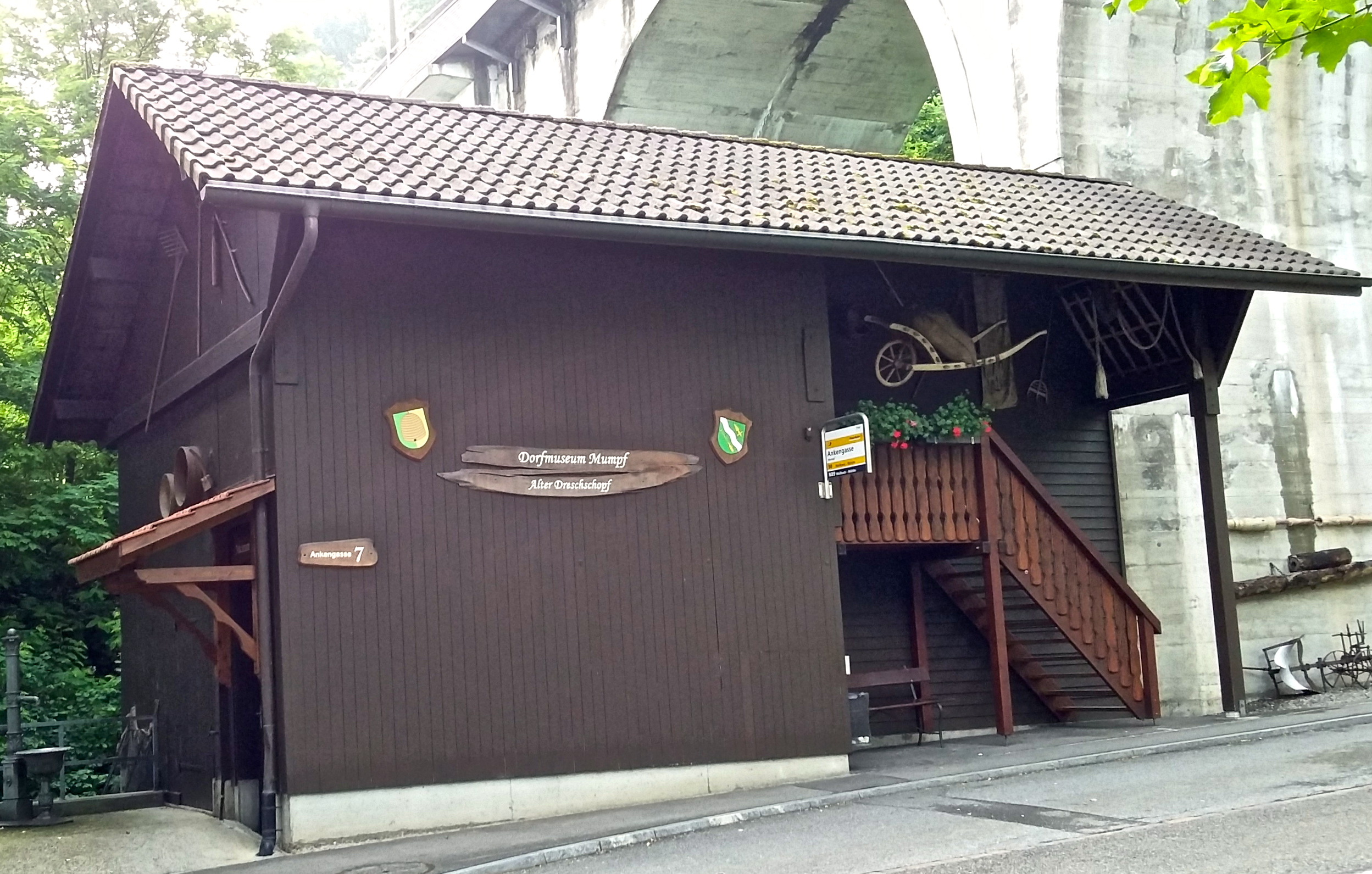
Dorfmuseum "Alter Dreschschopf" Mumpf

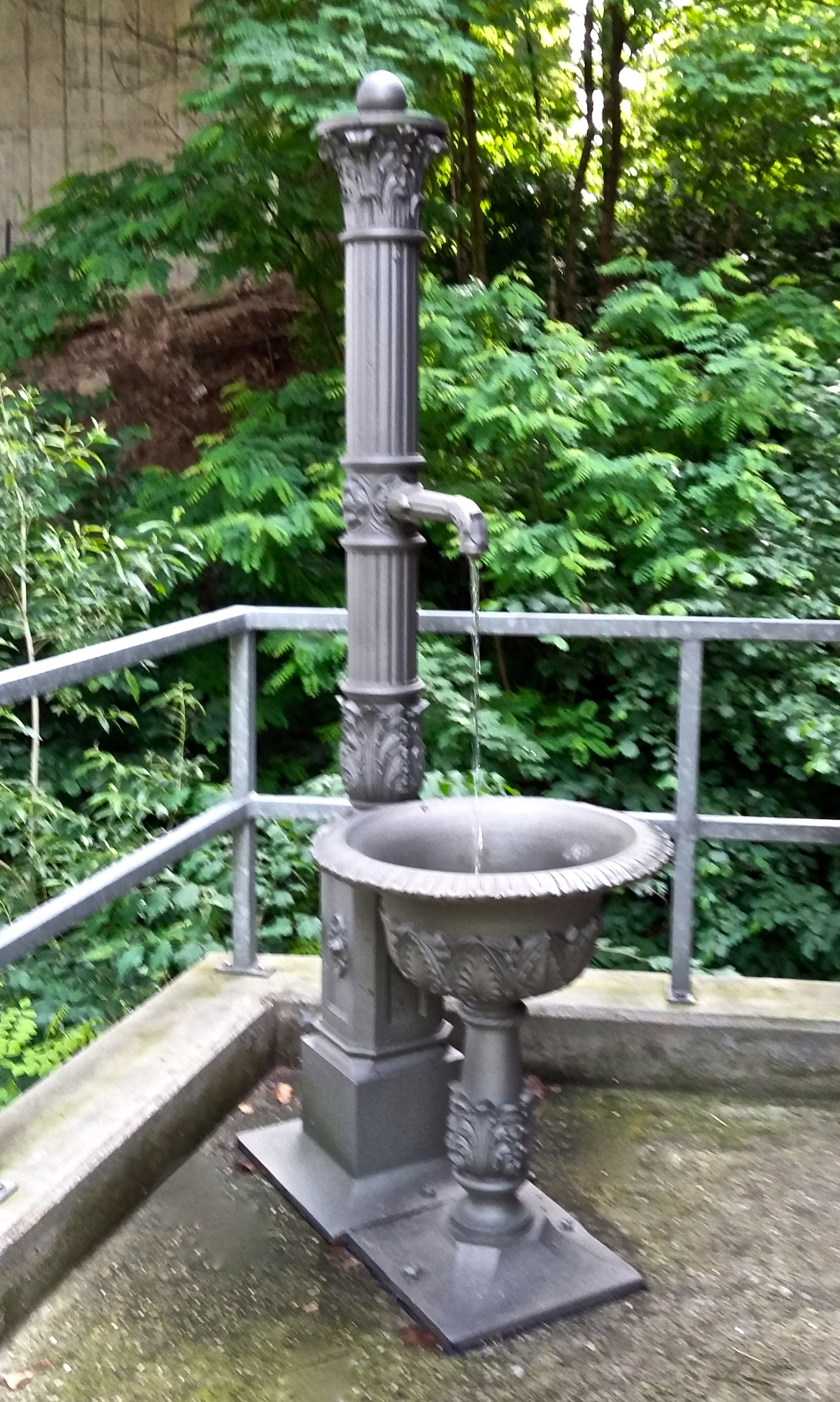
Vor dem Dorfmuseum Mumpf der einstige Bahnhofbrunnen

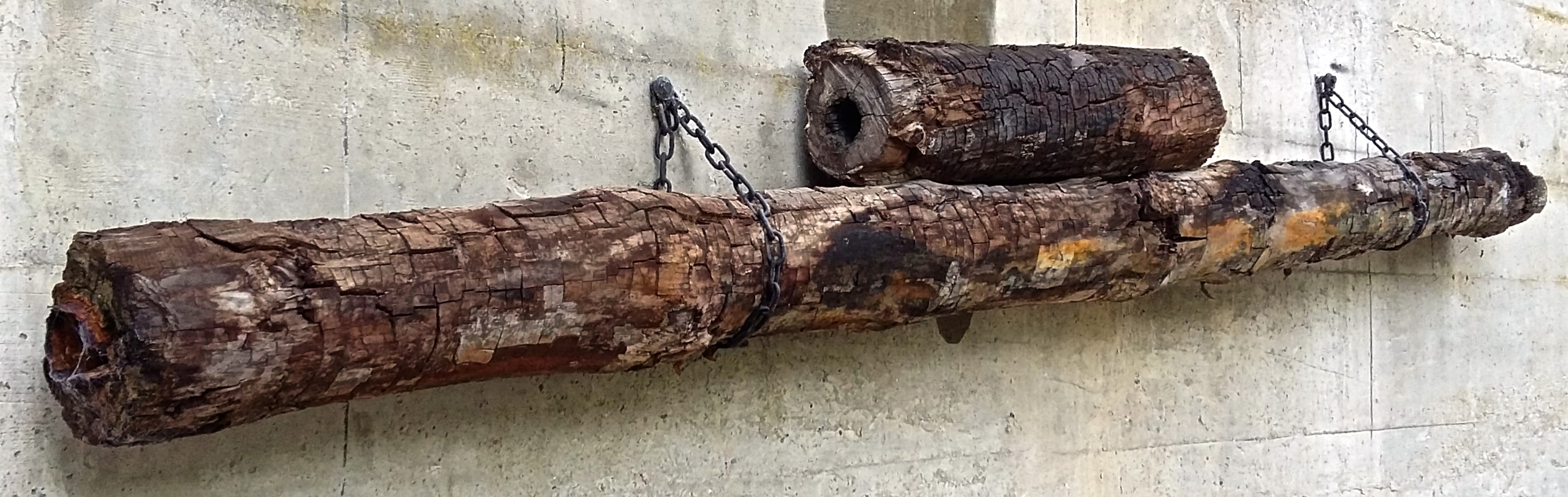
Vor dem Dorfmuseum Mumpf Wasserleitung von 1902

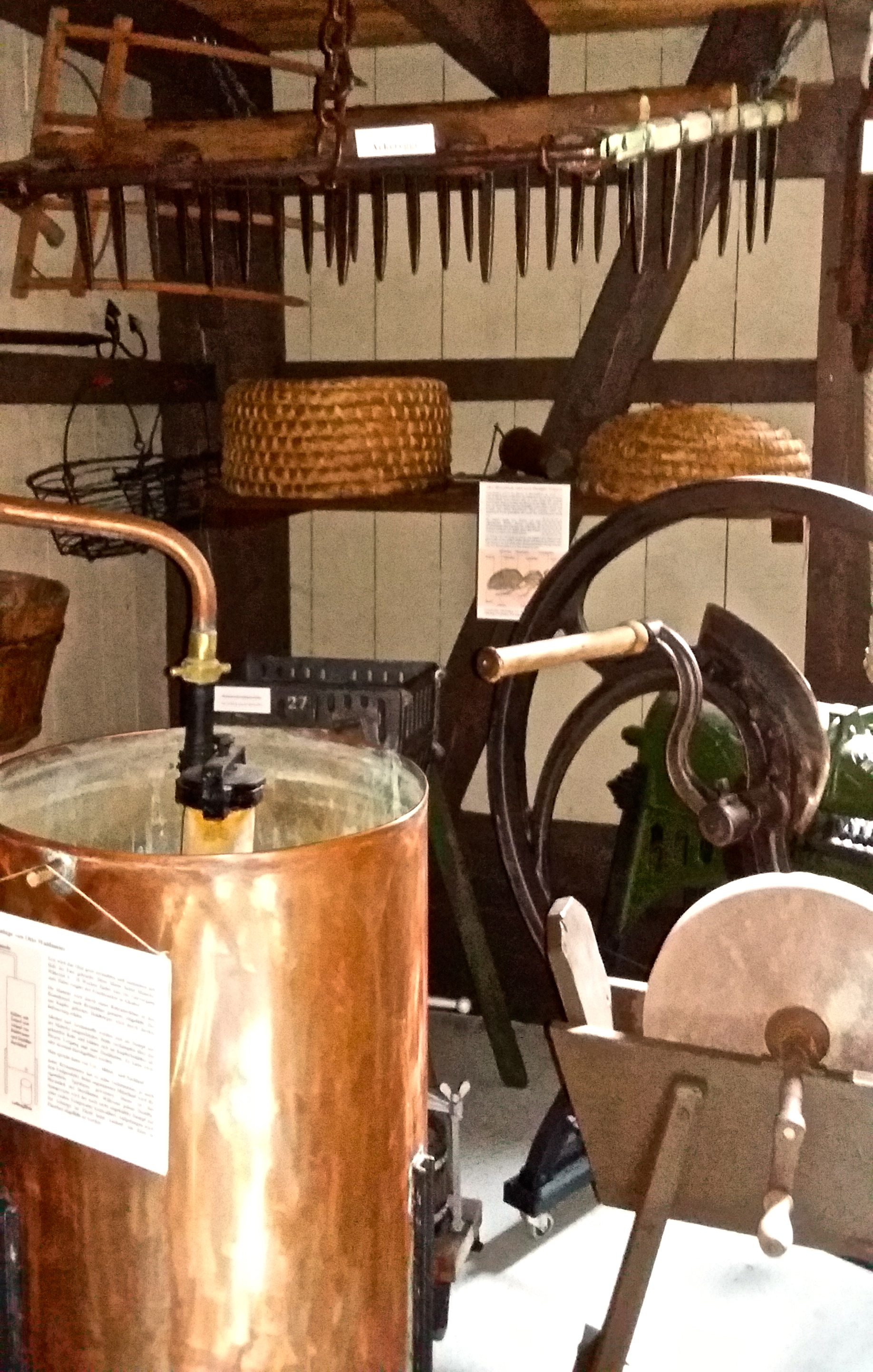
Dorfmuseum Mumpf Landwirtschaftliche Geräte

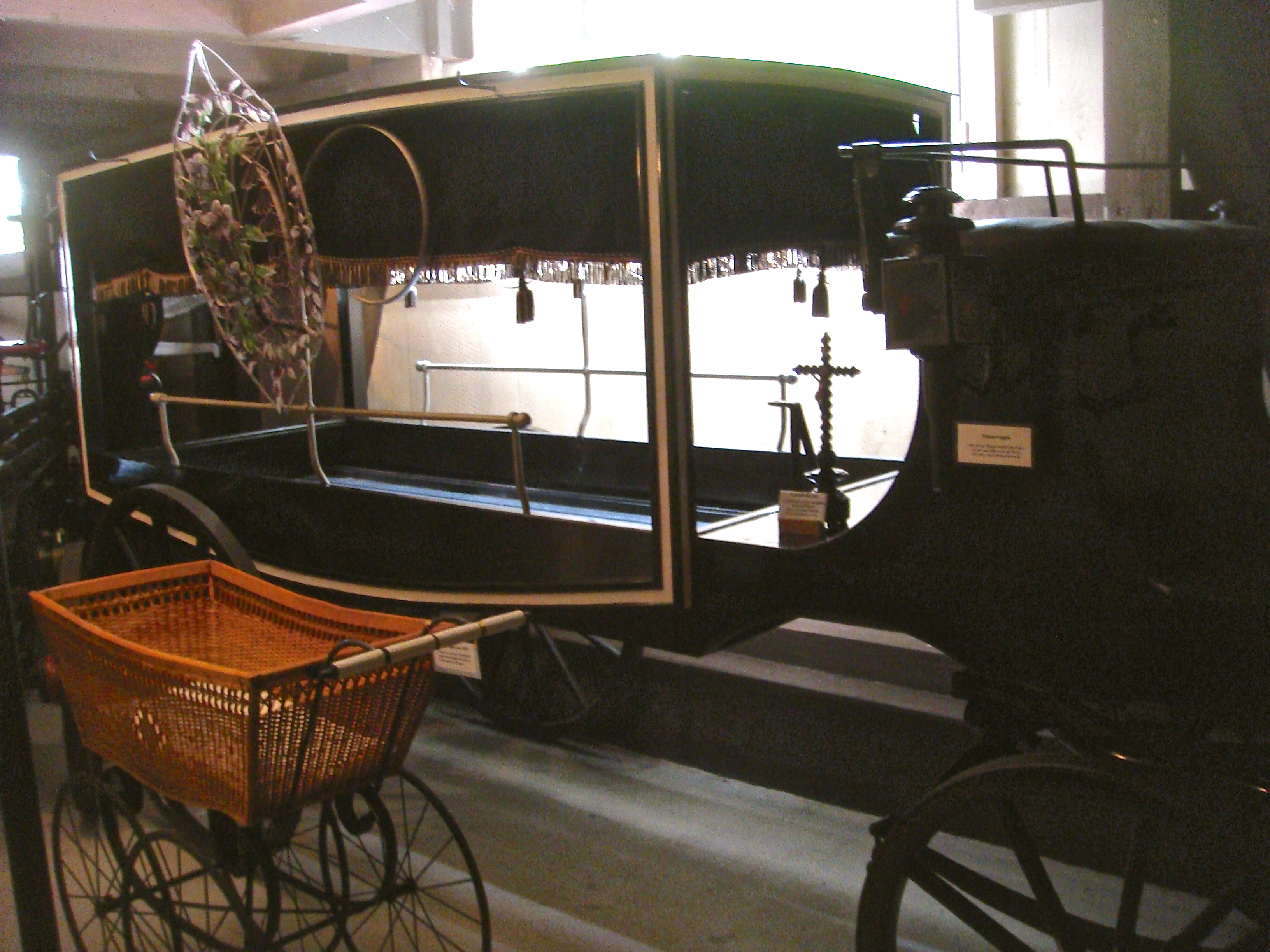
Dorfmuseum Mumpf Säuglingswagen und Totenwagen

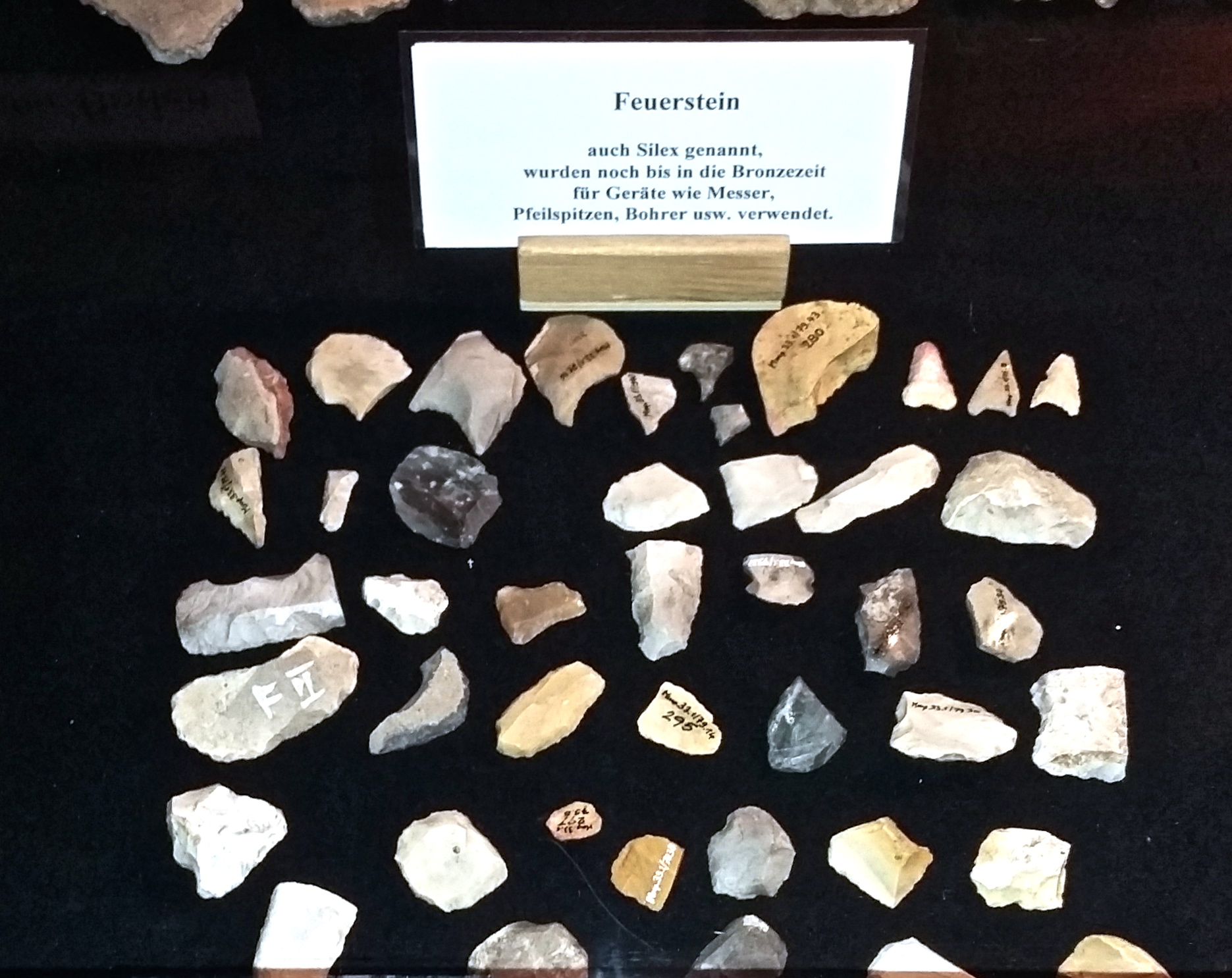
Dorfmuseum Mumpf Neusteinzeitliche Funde vom Kapf

Das Dorfmuseum „Alter Dreschschopf“ von Mumpf, im Kanton Aargau in der Schweiz, befasst sich mit der Dorfgeschichte und somit dem Leben und der Arbeit der Mumpfer im Laufe der Zeit. Es befindet sich an der Ankengasse 7 in Mumpf.

## Zur Kurzgeschichte des Dorfes
Menschen haben sich vor 15'000 Jahren im Bereich des Spitzgrabens als Nomaden und vor 5000 Jahren auf dem Kapf in Siedlungen aufgehalten. Vor rund 2000 Jahren waren es die Römer, die Gutshöfe und Militäranlagen erstellten. Auf 1218 schliesslich geht die erste Erwähnung des Dorfes als „Mumpher“ zurück.

## Geschichte des Museums
Die Initiative für ein Dorfmuseum entstand 2009, knapp 50 Jahre nach dem Erscheinen der Dorfchronik „Geschichte der Gemeinde Mumpf“. Als geeignet erwies sich der alte Dreschschopf, welcher durch eine Gruppe Freiwilliger total geräumt und umgebaut wurde. 2012 konnte das Dorfmuseum der Öffentlichkeit freigegeben werden.

## Sammlung
Das Dorfmuseum sammelt und zeigt Gegenstände und Schriftstücke, die einen engen Bezug zu Mumpf und seinen Menschen aufweisen. Die Sammlung weist rund 1000 Ausstellungsobjekte auf. Die Digitalstation im oberen Boden umfasst 500 Fotos und zehn Filme. Besondere Vitrinen schaffen den Bezug zu den neusteinzeitlichen Ausgrabungen auf dem Kapf, zum Aussichtsturm auf der Mumpferflue und zum früheren Kurort Mumpf.

## Ausstellung

### Dauerausstellung
- An den Aussenwänden gegen den Fischingerbach sind Gegenstände zur Fischerei im Rhein zu sehen sowie eine 120 Jahre alte Wasserleitung.
- Der untere Museumsboden zeigt Objekte zur Land- und Forstwirtschaft, zum Schmiedehandwerk, zur Feuerwehr und zum Militär.
- Der obere Boden zeigt u. a. eine alte Küche, einen Hausaltar, die Auswanderung, die alte Schule, die Vereine, Zimmermannshandwerk und Fischerei. Neben der Digitalstation ist auch eine kleine Bibliothek eingerichtet.
- Eine „Museumsfiliale“ zeigt in der „Moschti“ im Gemeindehaus Zeugen des damaligen Rebbaus.

### Sonderausstellungen
Das Museum bietet alljährlich auch Sonderaktionen:
- 2013: Der Bahnbau 1870 bis 1875 in Mumpf
- 2014: Ausstellung in der Burgmatt zu „Die textile Kunst der Mathilde Riede-Hurt“, Mumpfer Bürgerin
- 2014: Malereien, Zeichnungen, Holzschnitte und Lithografien zum Dorf Mumpf
- 2015: Theaterabend in der Burgmatt wie vor 100 Jahren mit „Dr Höseler“ des einheimischen Theaterautors Siegfried Wunderlin
- 2015: Blick in die Mumpfer Kleiderschränke vor 100 Jahren
- 2016: Waschtag auf dem Museumsplatz mit vier Waschweibern
- 2016: Ausstellung zur Bahnhofgeschichte mit Einweihung des 1. Bahnhofbrunnens
- 2017: Satirische Zeichnungen und Verse der einheimischen Mathilde Riede-Hurt
- 2017: Einweihung eines Bahnsignals vom Bahnhof Mumpf
- 2018: Ausstellung in der Burgmatt zu 800 Jahre Mumpf: „Die alten Mumpfer kommen“
- 2018: Alte Holzbearbeitung wie vor 100 Jahren zum Ausprobieren, anlässlich des Kultur-Erbetages
- 2019: Ausstellung und Einweihung der Gedenktafel zum bedeutenden Mumpfer Bürger Johann Baptist Ignaz Fischinger
- 2020: Ausstellung MUMPF VON OBEN, mit Luftaufnahmen ab 1920
- 2021: Ausstellung "Dame von Welt aus Mumpf", zum 200. Geburtstag der Tragödin Rachel (Schauspielerin)
- 2022: Erzähl mir Mumpf, mit Rezepten, Hebammengeschichten, Bädergeschichten und kolorierten Postkarten.
- 2023: Römische Funde in Mumpf, mit Münzen, Schmuck, Leistenziegel- und Keramikfragmenten
- 2024: 50 Jahre Autobahn durch Mumpf, Substanzverluste, Tunnelvarianten und Zukunftsvisionen
- 2025: 150 Jahre Eisenbahn durch Mumpf, vom Bau 1875 mit allen wesentlichen Veränderungen bis 2025

## Galerie

Dorfmuseum Mumpf Festgemeinde bei der Einweihung 2012
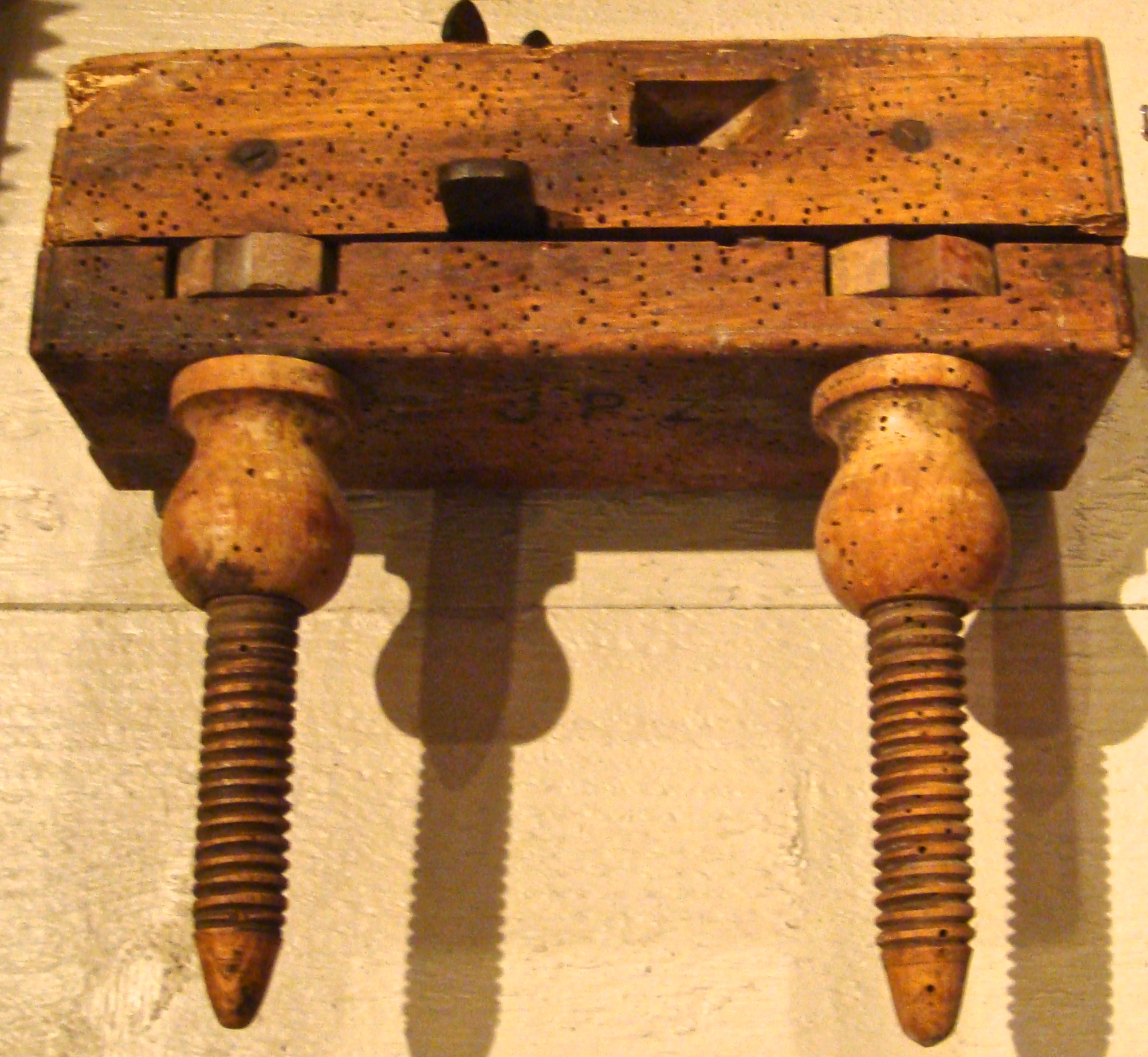
Dorfmuseum Mumpf Zimmermannswerkzeug
Dorfmuseum Mumpf Feuerwehrspritze
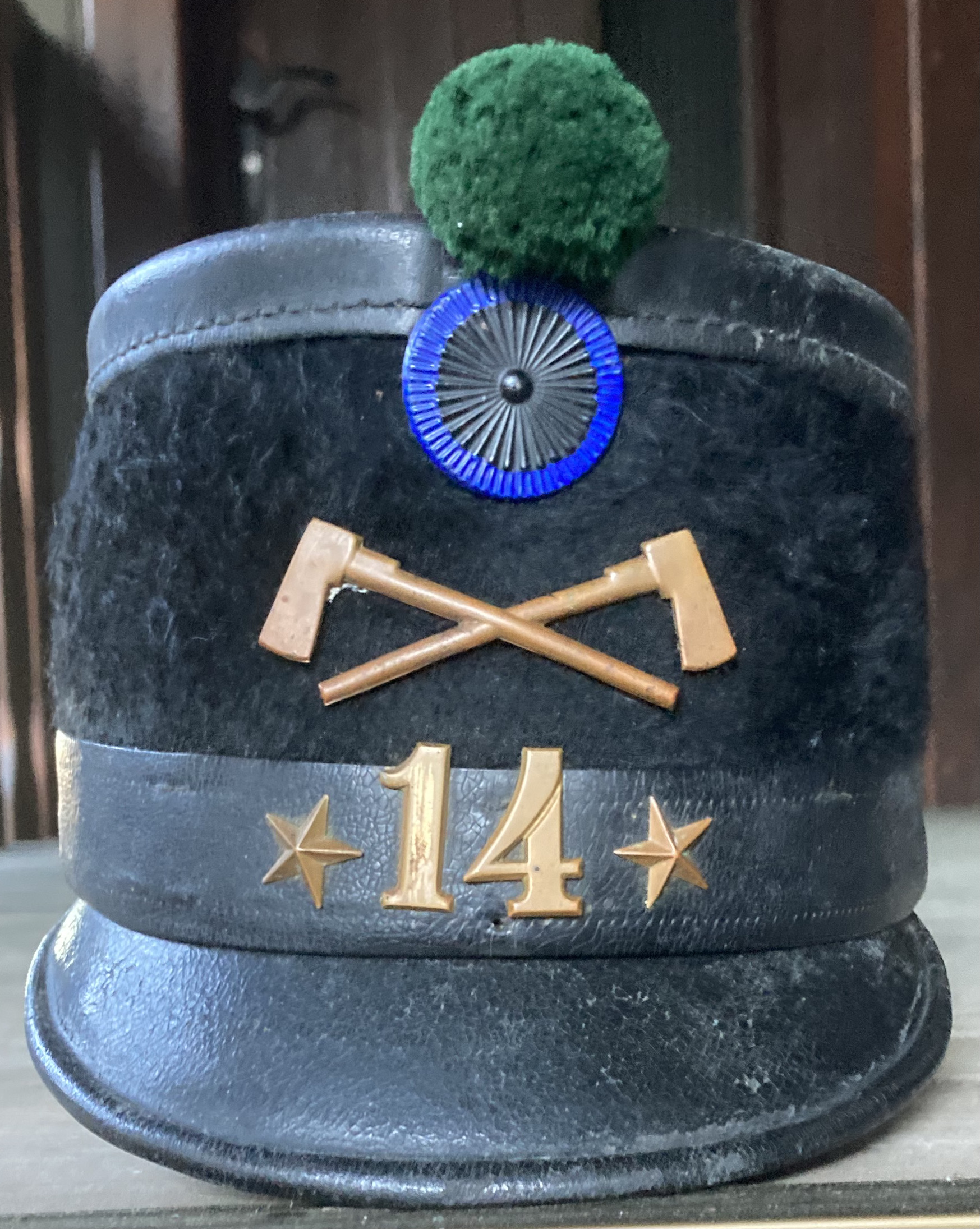
Tschako, Militär-Käppi eines Sappeurs aus der Zeit des Ersten Weltkriegs
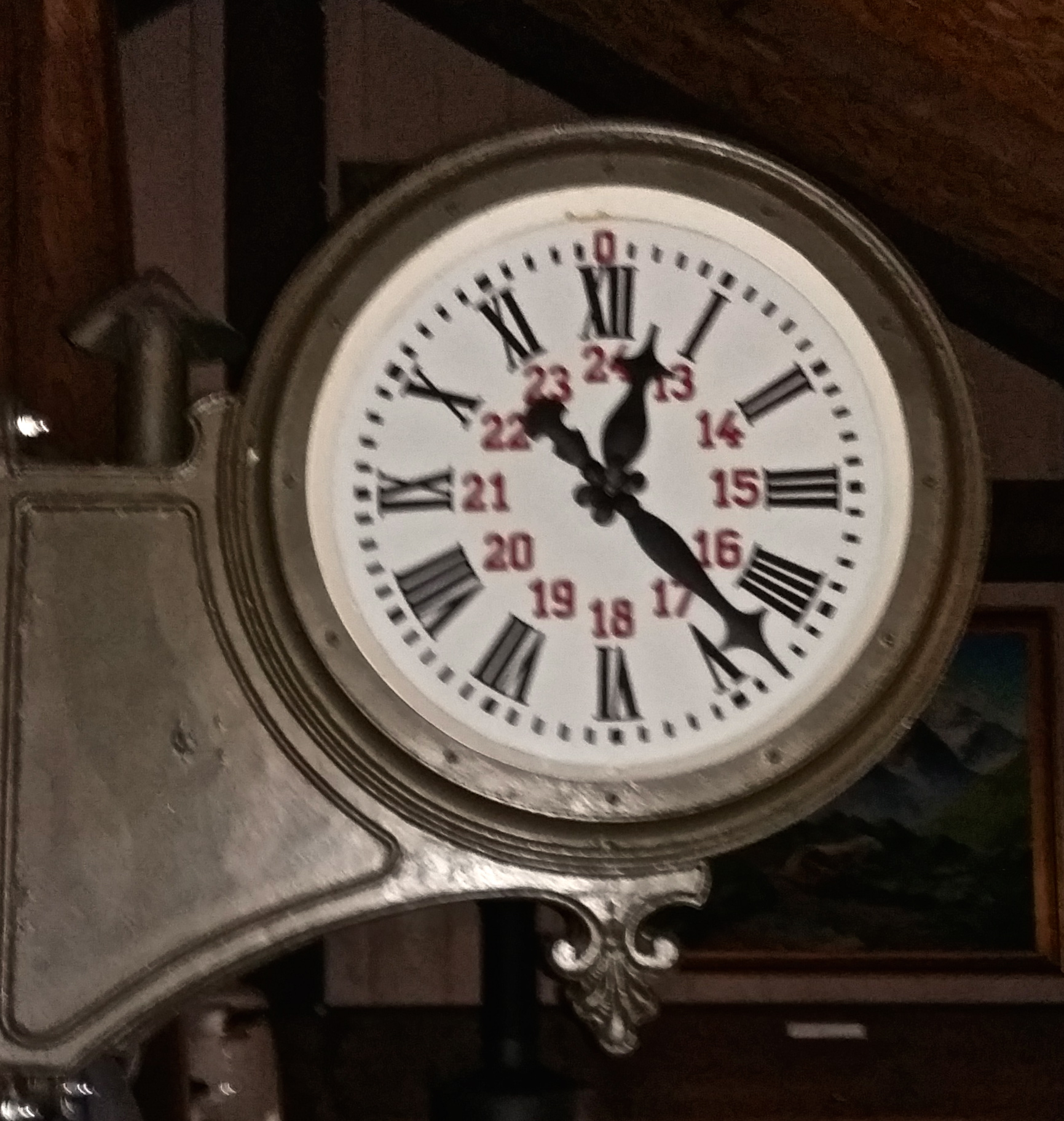
Dorfmuseum Mumpf Erste Mumpfer Bahnhofuhr
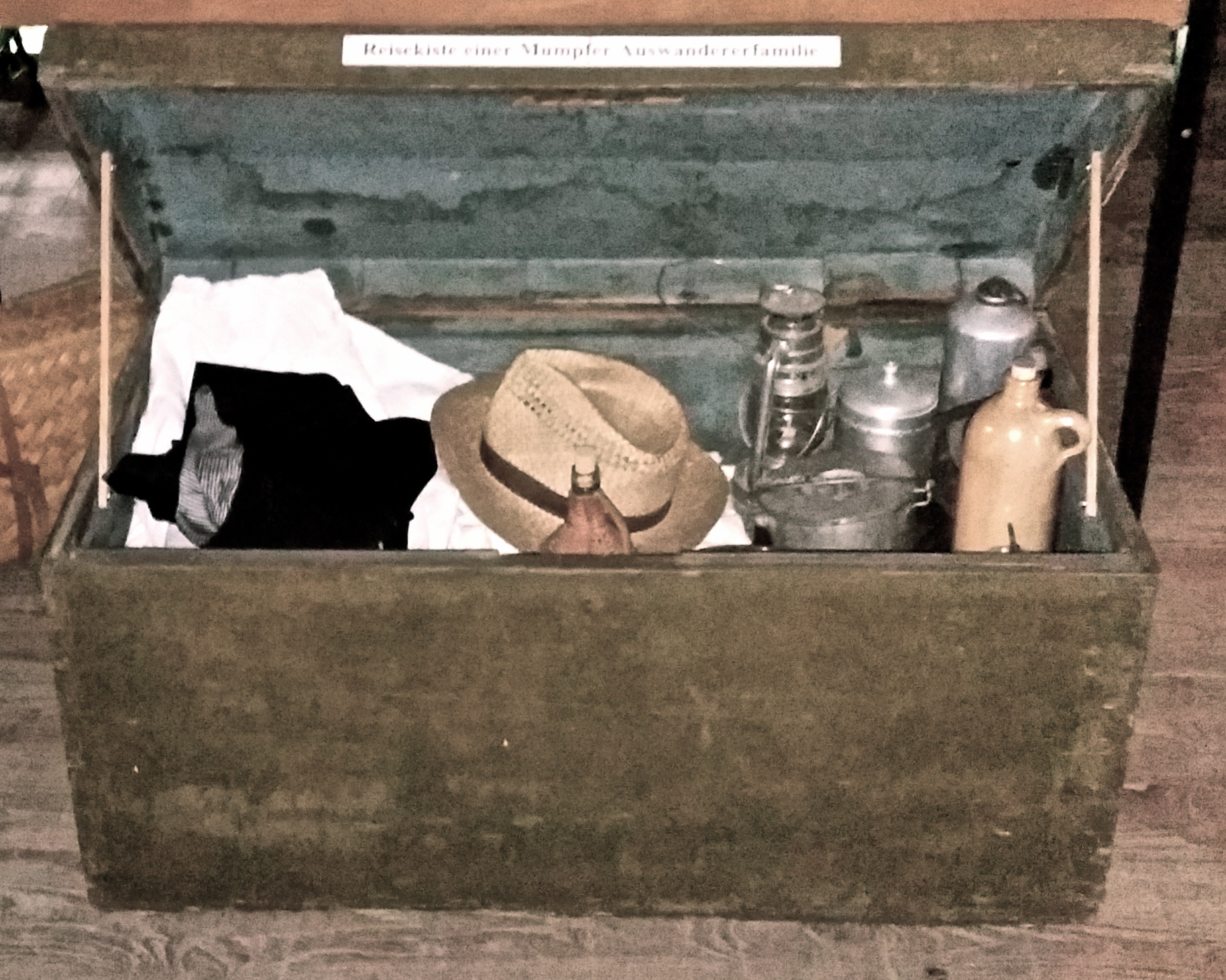
Dorfmuseum Mumpf Auswanderer-Reisekiste
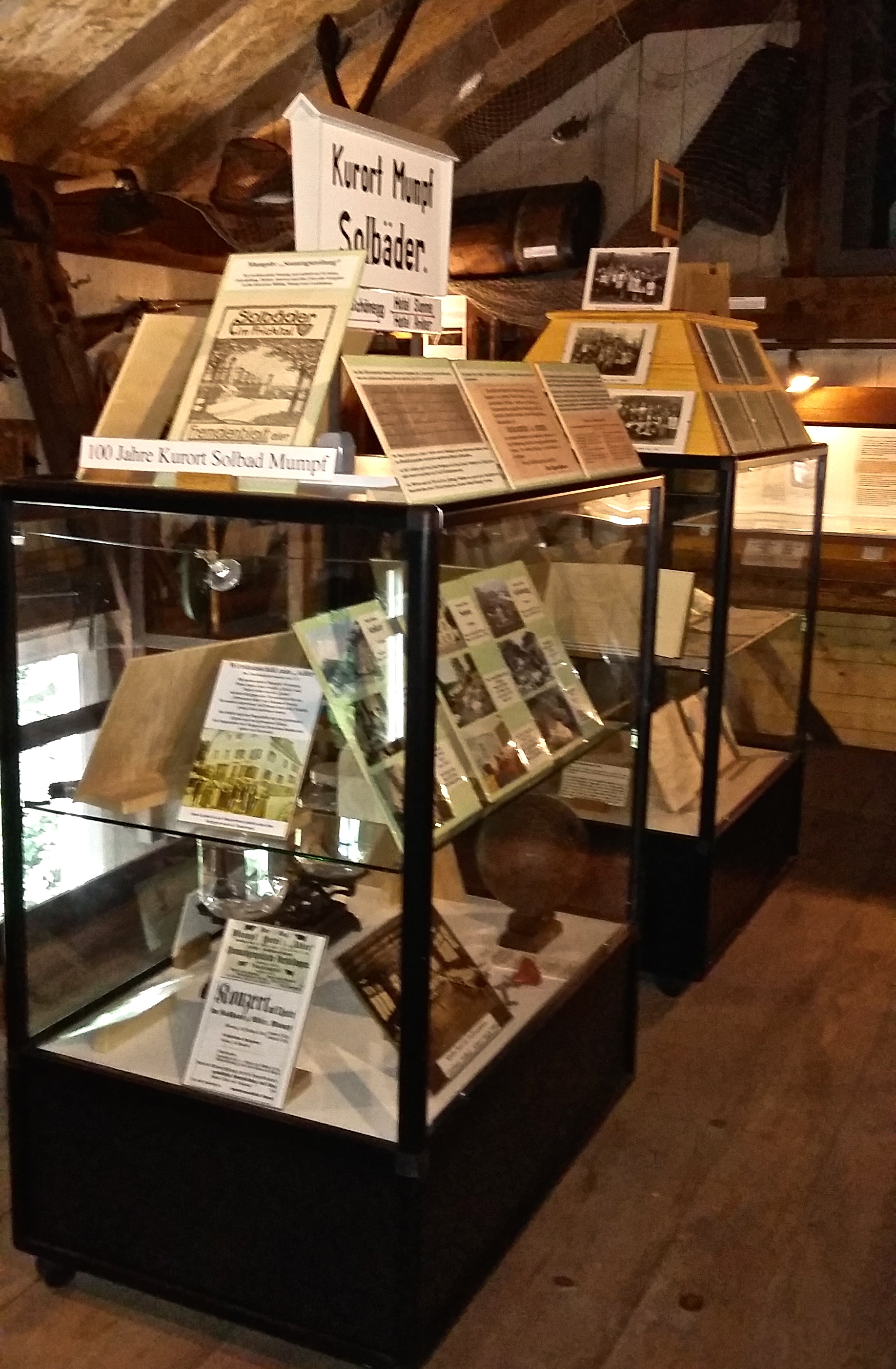
Dorfmuseum Mumpf Vitrinen
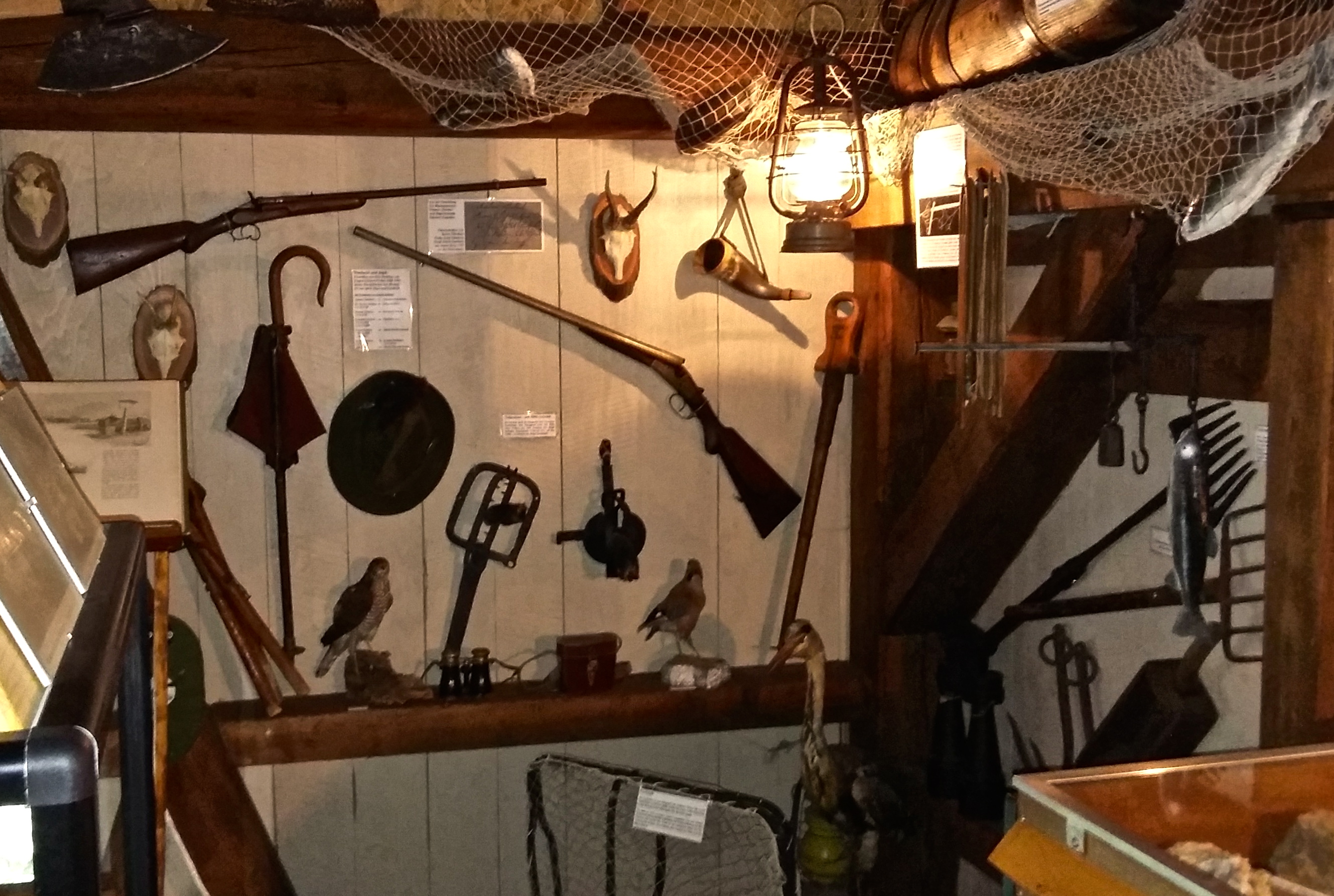
Dorfmuseum Mumpf Jagd und Fischerei